# La Guerre des boutons (1962)
La Guerre des boutons is een Franse film van Yves Robert die uitgebracht werd in 1962.
Het scenario is gebaseerd op de gelijknamige roman (1912) van Louis Pergaud.
In Frankrijk was La Guerre des boutons de meest succesvolle Franse film van 1962. Aan de Franse filmkassa's werd de film enkel geklopt door The Longest Day.

## Verhaal
Aan het begin van een nieuw schooljaar is het de gewoonte dat de kinderen van het dorp Longeverne en de kinderen van het naburige dorp Velrans met elkaar in de clinch gaan. De kinderen vechten dan een heuse oorlog uit. 
Dit jaar heeft de bende van de 'Longevernes' onder de leiding van Lebrac het geweldig idee opgevat de knopen en de bretels van de broek van de tegenstanders los te rukken en ze fier als oorlogsbuit te houden. Om verdere vernederingen te ontlopen besluiten de twee bendes voortaan zonder kleren te vechten.

## Rolverdeling
| Acteur            | Personage                             | Beschrijving                                                |
| ----------------- | ------------------------------------- | ----------------------------------------------------------- |
| André Treton      | Lebrac de leider van de 'Longevernes' |                                                             |
| Michel Isella     | l'Aztec des Gués                      | de leider van de 'Velrans'                                  |
| Martin Lartigue   | Petit Gibus                           | een jongen van Longeverne                                   |
| François Lartigue | Grand Gibus                           | een jongen van Longeverne en de grote broer van Petit Gibus |
| Daniel Janneau    | La Crique                             | de intellectueel van de bende van Lebrac                    |
| Jacques Dufilho   |                                       | de vader van l'Aztec des Gués                               |
| Yvette Étiévant   |                                       | de moeder van Lebrac                                        |
| Michel Galabru    |                                       | de vader van Bacaillé                                       |
| Michèle Méritz    |                                       | de moeder van l'Aztec des Gués                              |
| Jean Richard      |                                       | de vader van Lebrac                                         |
| Pierre Tchernia   | Bédouin                               | de veldwachter                                              |
| Paul Crauchet     | Touegueule                            |                                                             |

## Bordspel
In 2018 is er een gelijknamig bordspel uitgebracht waarbij het boek en de film als basis ie gebruikt. Het spel is gemaakt door Andreas Steding, grafisch ontwerp door Harald Lieske en het spel is uitgegeven door de Duitse uitgever ADC Blackfire Entertainment GmbH.